# メチロシスティス科
メチロシスティス科（Methylocystaceae）プロテオバクテリア門アルファプロテオバクテリア綱ヒフォミクロビウム目の科の一つである。
メタンを代謝しエネルギーを得る能力を持つことで知られている。メタン利用能を持つ細菌はメタン資化性菌（methanotrophs）と呼ばれるが、メチロシスティス科にはタイプIIメタン資化性菌が属し、それはガンマプロテオバクテリア綱のメチロコッカス科（Methylococcaceae）やタイプIメタン資化性菌とは細胞の構造的及び生化学的特性が異なる。
メチロシスティス科は、メタンを酸化しホルムアルデヒドを生成し、セリン経路によって同化する。この経路ではホルムアルデヒドとグリシンが化合されてセリンとなる。セリンは、グリセルアルデヒドに変換されることにより、更に他の有機化合物に変換できる。他のヒフォミクロビウム目細菌の多くと同様に、窒素固定能を持つ。周囲に向かって配置された2枚一組の内膜を持つ。